# 28492 Marik
28492 Marik è un asteroide della fascia principale. Scoperto nel 2000, presenta un'orbita caratterizzata da un semiasse maggiore pari a 2,2823836 UA e da un'eccentricità di 0,1306527, inclinata di 6,61660° rispetto all'eclittica.
L'asteroide è dedicato all'astronomo ungherese Miklós Marik.